# 粟特文摩尼教書信
《粟特文摩尼教書信》是一封摩尼教徒寫給東方教區慕闍（主教、教首）的粟特語信件，發現於新疆柏孜克里克千佛洞，入選國家珍貴古籍名錄。現藏吐魯番博物館，編號「81 TB 65:01」。

## 簡介

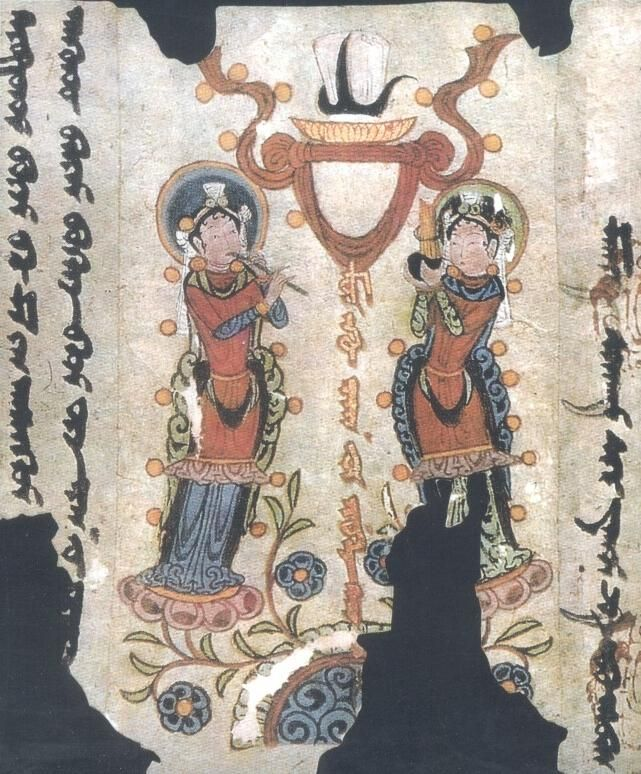
伎樂神插圖

1981年夏季，新疆當地考古人員在淸理柏孜克里克千佛洞第65號洞窟內坍塌的沙土時，在一座窣堵坡裡發現這封書信。
信件由九張紙粘連而成，全部以粟特文寫就。紙張粘連處和底行書寫部份鈐有朱紅印鑑，上行正中有插圖一幅，描繪一對衣着精美、頭戴方巾冠飾的伎樂像，一藍一綠的頭光說明她們的身份應為神靈。伎樂神之間有貼以金箔的粟特文「慕闍之光耀」，成為信件最奪目的獨特標幟。
金色標題上方是一頂專供男性選民（the Elect）佩戴的白色帽冠，帽冠置於金盤上，金盤安放在一條飄舞於空中的紅色披巾上。標題下方有一圓形水池，池中香花盛開，花芯就正好托起兩名伎樂神。這幅插圖至今仍色澤鮮豔，在紅、藍、金、綠、紫的華美映襯下，令整封書信熠熠生輝。
根據日本語言學者吉田豐的考釋，書信作者是一位名為夏夫魯亞爾·札達古的摩尼教信徒，在新年的第一天寫給東方教區的慕闍阿魯亞曼·普夫爾，信中表達了他對慕闍和回鶻可汗的祝福。

## 另見
- 禮讚生命樹壁畫
- 摩尼教抄本殘頁
- 摩尼教敦煌漢語文書
- 摩尼教繪幡 MIK III 6286
- 摩尼教壁畫殘片 MIK III 6918